# Fernando Amaral
Fernando Monteiro do Amaral, GCC (Cambres, Lamego, 13 de enero de 1925 – Lamego, 26 de enero de 2009), fue un político y parlamentario portugués.

## Carrera
Amaral se licenció en Derecho en la Universidad de Lisboa. Ocupó el cargo del presidente del concejo municipal de Lamego y proveedor de la Santa Casa da Misericórdia de Lisboa.
Fue diputado de la Asamblea Constituyente y de la Asamblea de la República en la 1.ª, 3.ª, 4.ª, 5.ª y 6.ª legislaturas por el Partido Socialdemócrata, ocupó el cargo de ministro de Administración Interior en el 7.º Gobierno Constitucional y más tarde se convirtió en ministro adjunto del primer ministro de Portugal Francisco Pinto Balsemão en el VIII.
Fue elegido vicepresidente de la Asamblea de la República del 8 de junio de 1983 a 24 de octubre de 1984 y presidente de la Asamblea de la República del 25 de octubre de 1984 a 12 de agosto de 1987. Fue designado como miembro del Consejo de Estado como presidente de la Asamblea de la República durante ese mismo periodo.
De 1987 a 1989 fue diputado a la Asamblea Parlamentaria del Consejo de Europa, de la que también llegó a ser vicepresidente.
Fue condecorado con la Gran Cruz de la Orden de Cristo.